# Betty Fordová
Elizabeth „Betty“ Anne Bloomerová Warrenová Fordová (8. dubna 1918 Chicago – 8. července 2011 Rancho Mirage) byla manželka 38. prezidenta USA Geralda Forda a v letech 1974–1977 vykonávala funkci první dámy USA.
Narodila se v rodině Williama a Hortense Bloomerových. Byla tanečně nadaná, ale vzdala se uměleckých ambicí kvůli svým pochybnostem. V roce 1942 se vdala za obchodního cestujícího Williama Warrena, manželství nebylo příliš šťastné, a proto se tato dvojice o pět let později rozvedla. Dne 15. října 1948 si v michiganském Grand Rapids vzala Geralda Forda. Měli spolu čtyři děti: Michaela (* 1950), Johna (* 1952), Stevena (* 1956) a Susan (* 1957).
V roce 1974 se její manžel stal prezidentem USA. Betty byla populární v médiích díky své otevřenosti a ochotě vyjadřovat vlastní názory. Stala se první manželkou prezidenta USA, která zaměstnávala profesionální redaktorku projevů. Měla liberální postoj k potratům a byla zastánkyní rovnosti mužů a žen. Mezi její velké projekty ve funkci první dámy patřila umělecká výchova dětí z neprivilegovaných rodin. Zákon ERA (Equal Right Amendment) o rovnosti mezi pohlavími se však nepodařilo prosadit.
Šest týdnů po nástupu do Bílého domu u ní byl zjištěn nádor v pravém prsu, který byl odstraněn radikální mastektomií. Betty svou nemoc zveřejnila, aby upozornila veřejnost na toto nebezpečí.
Od 60. let měla potíže s psychikou, řešila je léky a alkoholem, postupně se stala závislou, v roce 1978 prodělala protialkoholní a protidrogovou léčbu v Long Beach. Manžel podstoupil tuto terapii s ní, aby pár na tento problém více upoutal pozornost veřejnosti. Betty se po vyléčení dále v této činnosti angažovala a v roce 1983 založila Centrum Betty Fordové pro léčení drogově a alkoholově závislých pacientů v Long Beach.

## Galerie

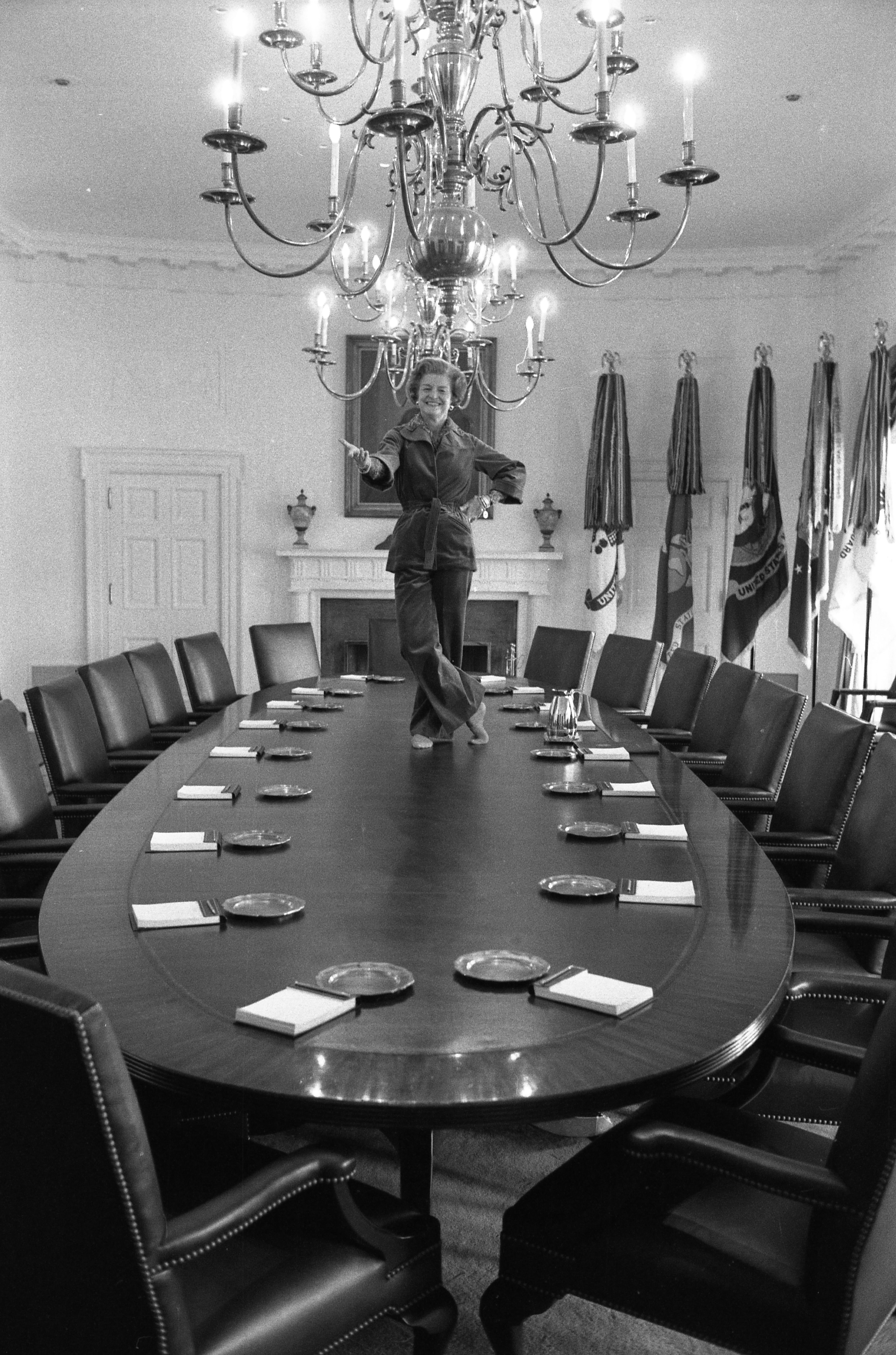
David Hume Kennerly: První dáma Betty Fordová tančí na stole v Cabinet Room v Bílém domě, Washington, 19. ledna, 1977
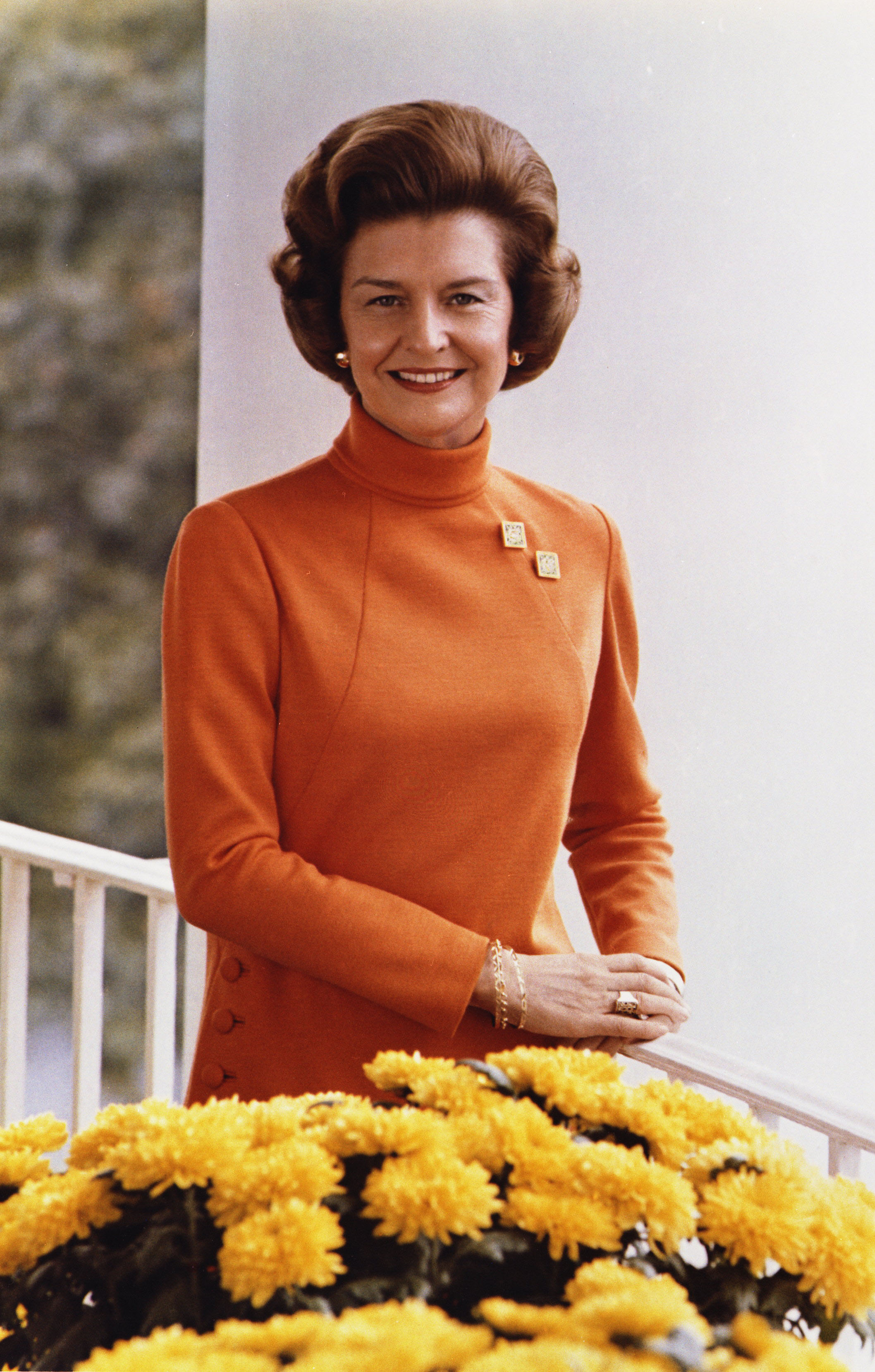
Betty Fordová, oficiální fotografie Bílého domu, 1974.
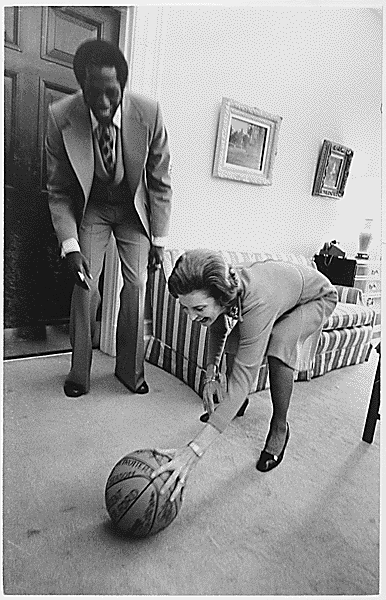
Meadowlark Lemon s Betty Fordovou v roce 1974 v Bílém domě
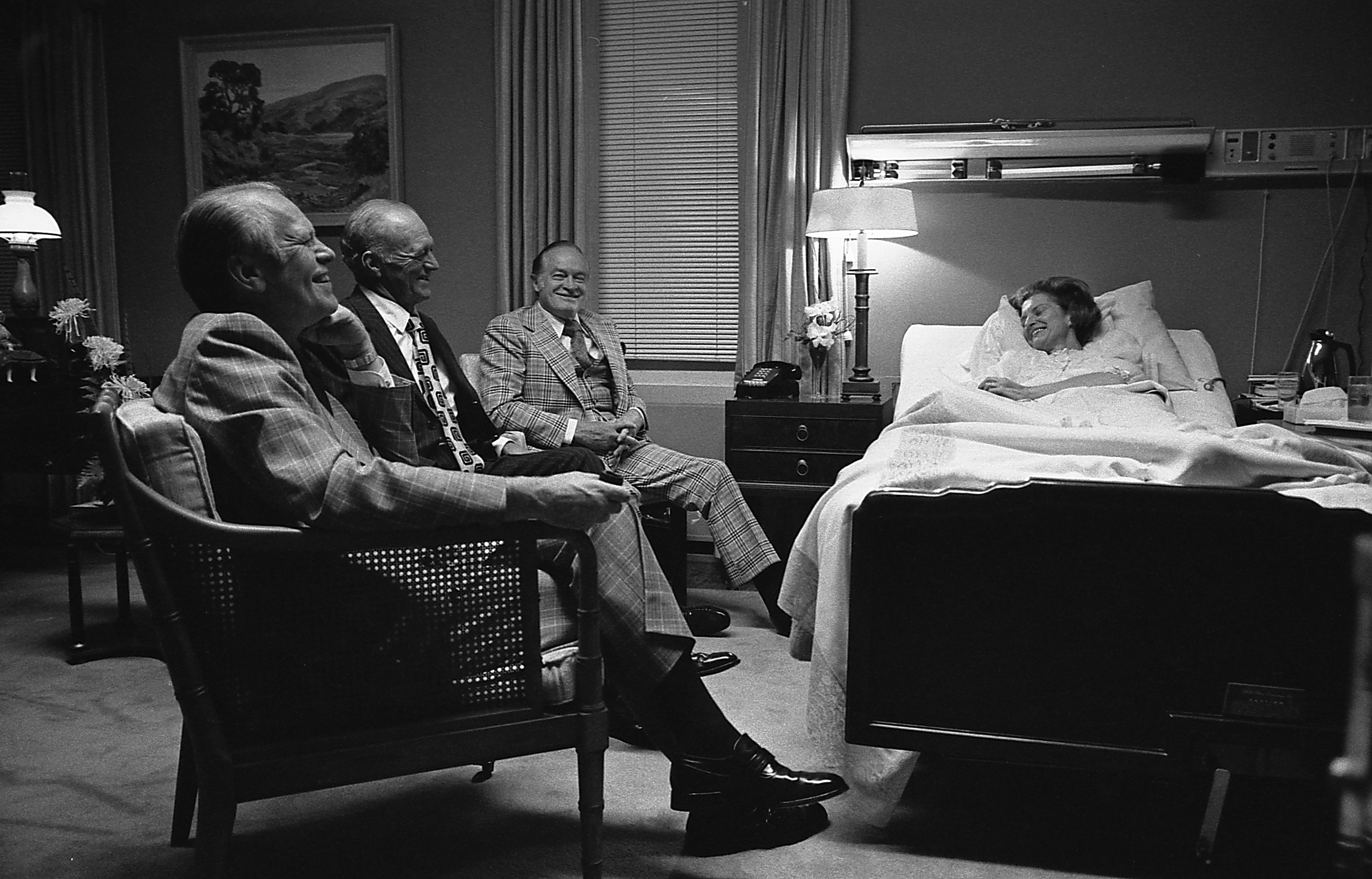
President Ford, Bob Hope na návštěvě Mrs. Fordové po operaci nádoru prsu, Šest týdnů po nástupu do Bílého domu u ní byl zjištěn nádor v pravém prsu, který byl odstraněn radikální mastektomií. Betty svou nemoc zveřejnila, aby upozornila veřejnost na toto nebezpečí.
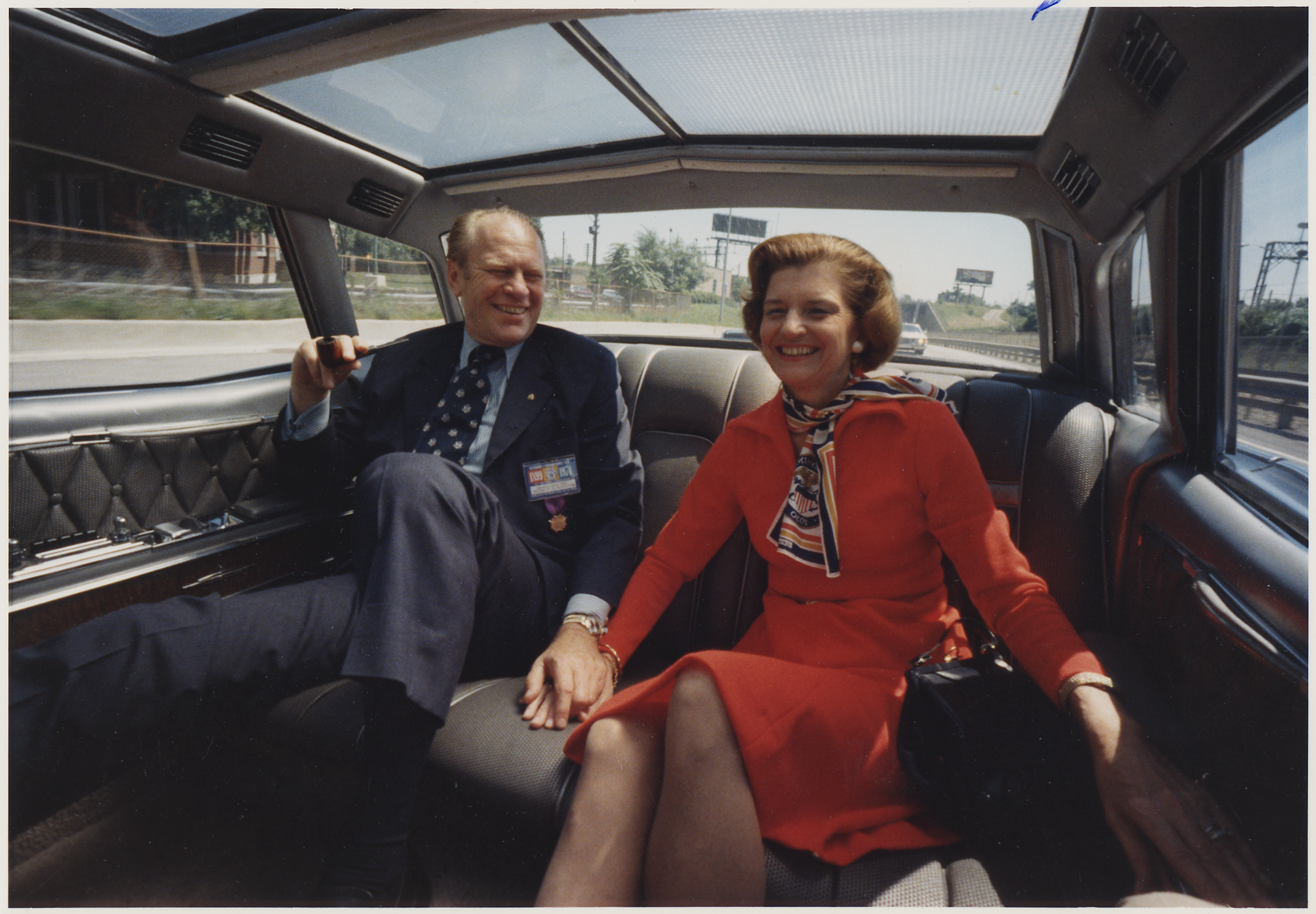
První pár se drží za ruce v limuzíně, Chicago, Illinois, Freeway, léto 1974
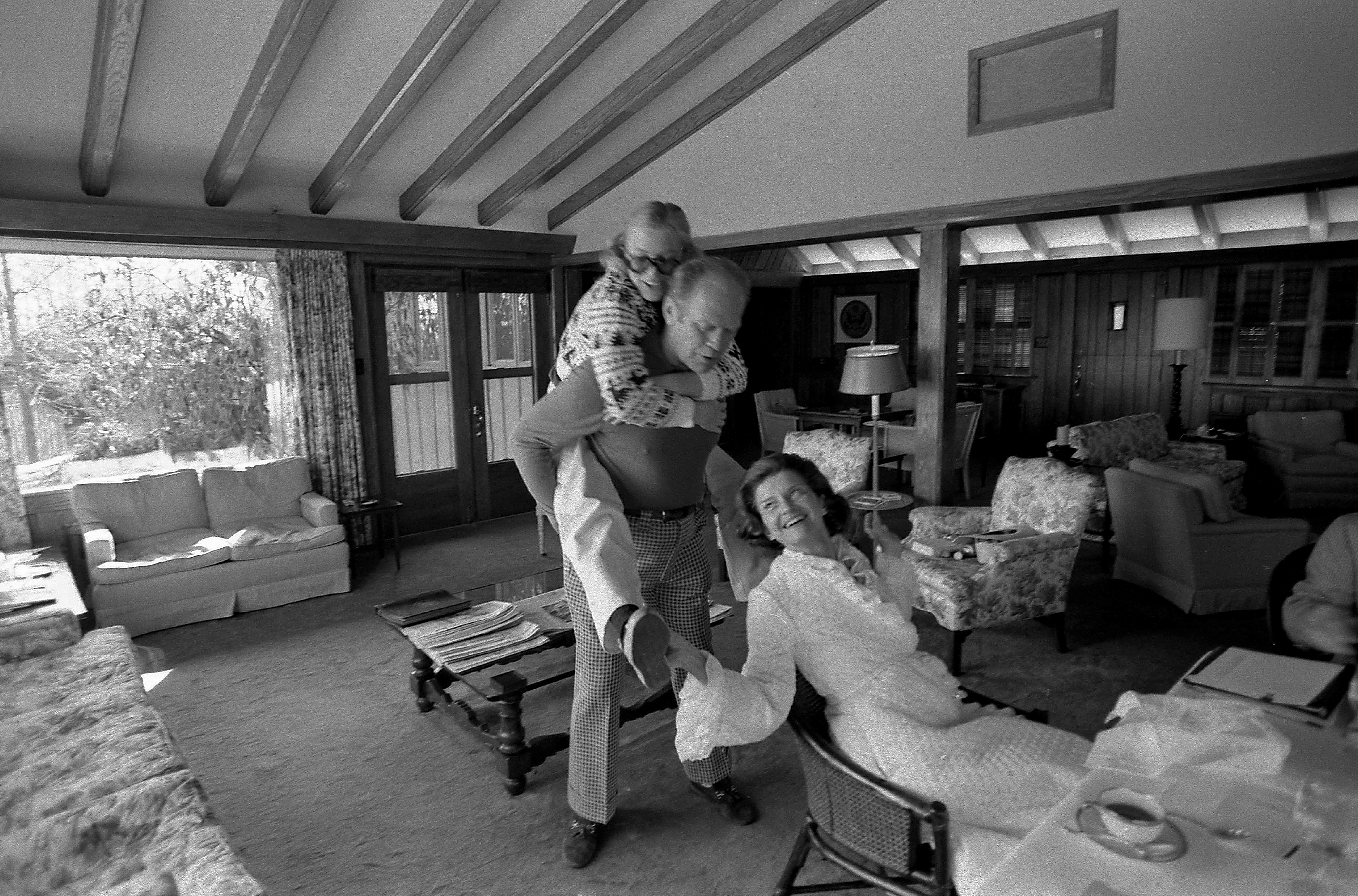
První rodina USA
Betty Fordová na palubě Air Force One, 5. prosince 1975.
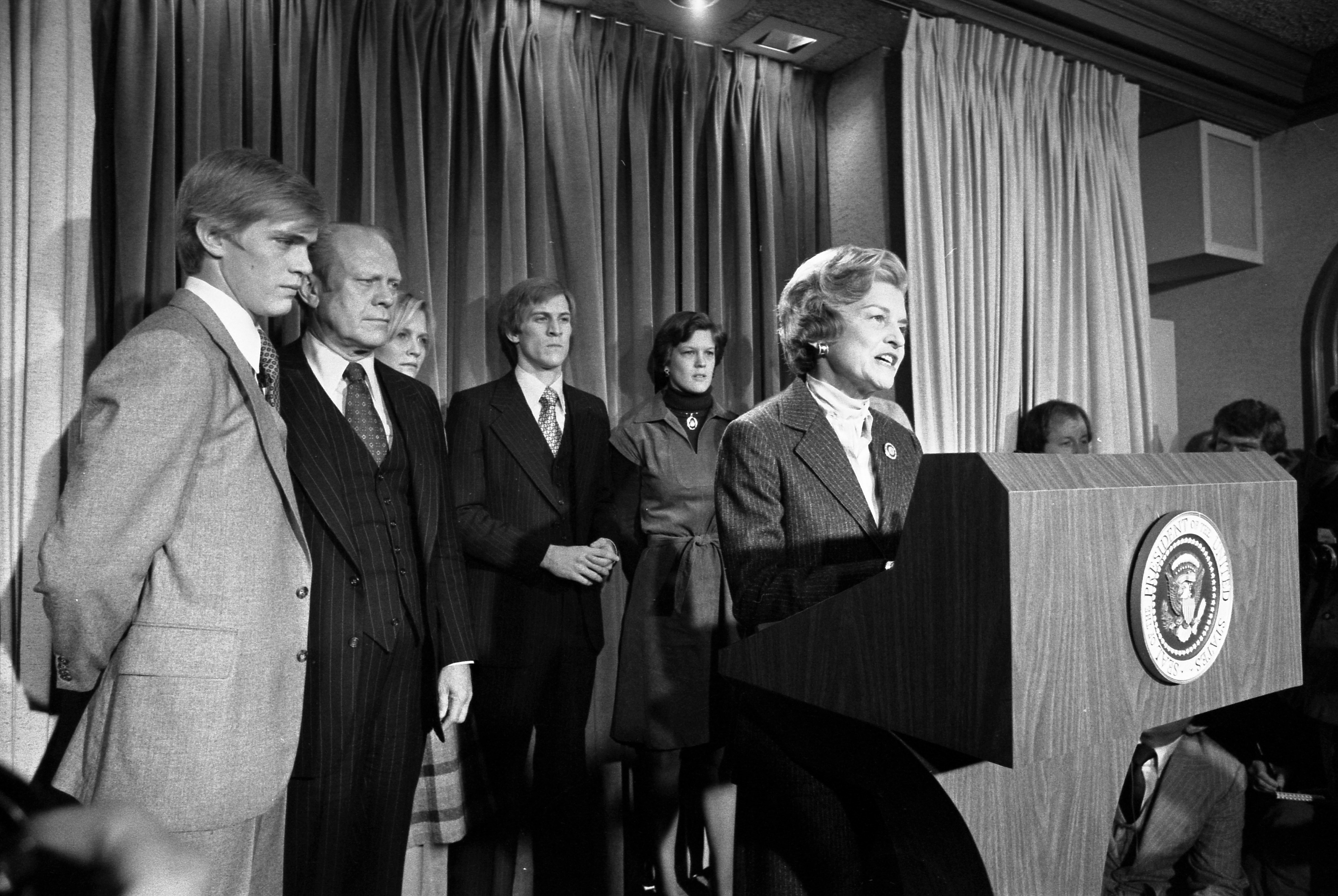
První dáma Betty Fordová čte projev prezidenta Geralda Forda členům Tiskového centra, na fotografii jsou: Steve, prezident Ford, Susan, Mike a Gayle. Ford kandidoval na prezidenta ve volbách v roce 1976, ale porazil jej demokrat Jimmy Carter. 3. listopadu 1976